# Большой крейсер
Большой крейсер — тип артиллерийских кораблей, выделяемый в флоте США в послевоенное время. От линкоров и линейных крейсеров отличался слабым бронированием и более скорострельными, но более слабыми орудиями, а от крейсеров — большим калибром орудий и мощной бронёй.

## История
История этого типа кораблей неразрывно связана с кораблями типа «Аляска».С началом Второй мировой войны все международные договоры об ограничении вооружений утратили смысл и теперь адмиралы поспешили воспользоваться возможностью заказывать именно те корабли, которые им был нужны, а не те, которые были позволены договорами. На рассмотрение командования американского флота был представлен целый ряд проектов крейсеров водоизмещением от 6000 до 38 000 тонн. В итоге был принят проект крейсера с 305-мм артиллерией. Создан новый тип был прежде всего для борьбы с японскими тяжёлыми крейсерами и сопровождения авианосных соединений. В ответ на это японский Морской генеральный штаб пересмотрел обсуждавшиеся с 1938 года проекты пятой и шестой программ пополнения флота. Предложенный 7 января 1941 года вариант программ включал в себя постройку в десятилетний срок 28 новых крейсеров, в том числе шестёрки больших — «Супер A». Этот тип, получивший индекс B-65, также можно отнести к большим крейсерам. Однако из-за начала реализации первого этапа военных приготовлений 15 ноября 1940 года и чрезвычайной загрузки судостроительных предприятий перспективы выполнения амбициозных планов стали малореальными. 6 ноября 1941 года постройка корпусов № 795 и 796 была отложена на неопределённый срок. После поражения при Мидуэе пятая программа пополнения флота была отменена, заменившая её 21 сентября 1942 года программа пополнения военных кораблей военного времени больших крейсеров уже не включала.

## Представители класса

### Большие крейсеры США
Флоту США принадлежали единственные построенные большие крейсера — тип «Аляска». Также для флота США разрабатывались другие проекты развития этого типа, например, проект CA-2D.

### Тип «Дойчланд»

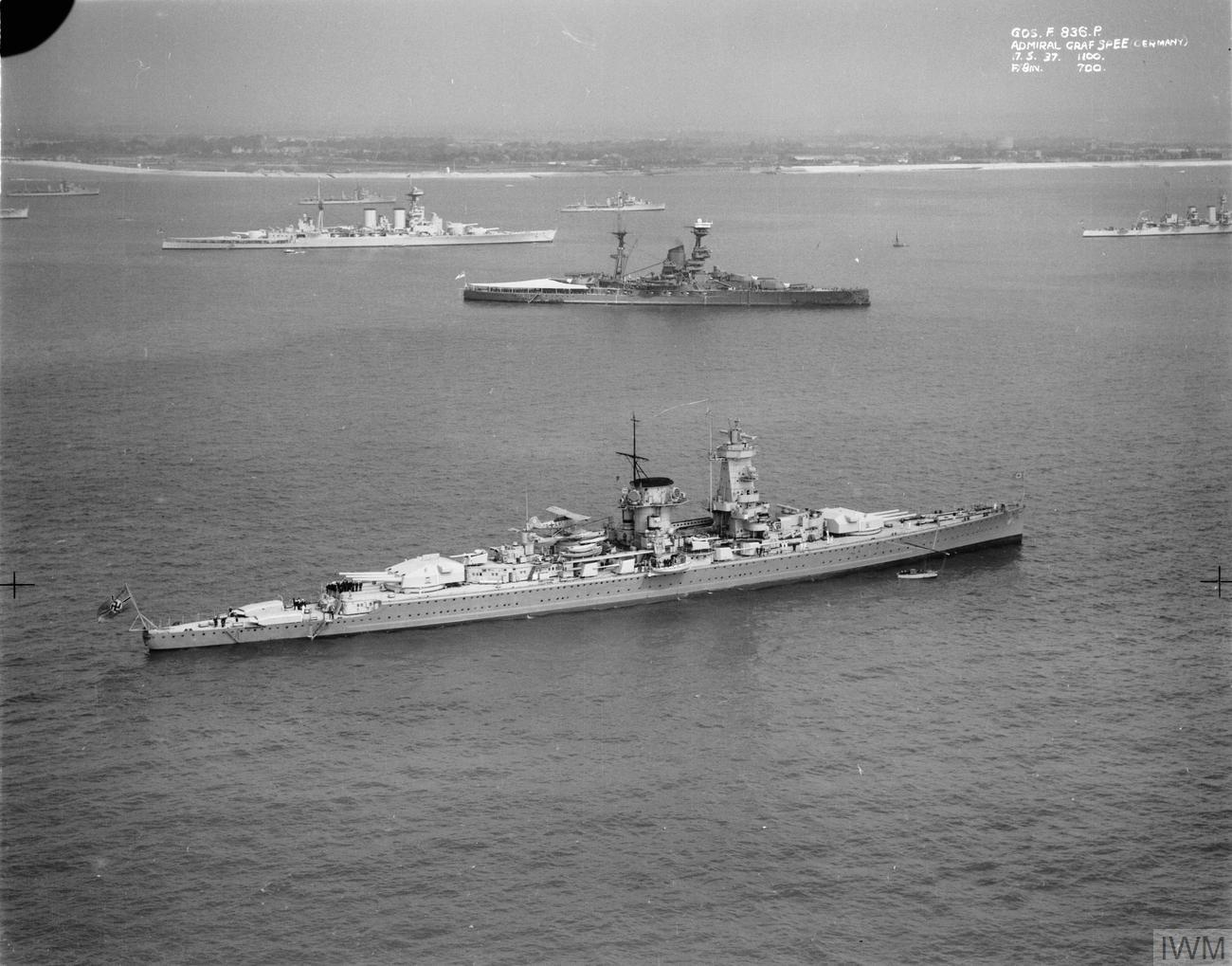
Тяжёлый крейсер «Адмирал граф Шпее»

Формально, корабли типа «Дойчланд» считались броненосцами, а затем — тяжёлыми крейсерами. Однако, по совокупности параметров, таких как толщина бронепояса и калибр орудий, их можно считать большими крейсерами. Помимо того, в Германии разрабатывались проекты развития этого типа, в частности, тип «O».

### Проекты других стран
В других странах также разрабатывались подобные проекты. Примером могут служить советские крейсера типа «Кронштадт» и «Сталинград». Также в Нидерландах велась разработка линейых крейсеров проекта 1047 и проекта 323, которые также подходят под рамки класса больших крейсеров.